# Jake Peavy
Jacob Edward Peavy (Mobile, Alabama, 31 de mayo de 1981), más conocido como Jake Peavy, es un exjugador profesional estadounidense de béisbol que se desempeñó en la posición de lanzador en las Grandes Ligas de Béisbol (MLB). Logró obtener un Guante de Oro.

## Carrera
Peavy jugó como profesional ocho temporadas en San Diego Padres (2002-2009), después pasó a Chicago White Sox (2009-2013), luego a Boston Red Sox (2013-2014), posteriormente a San Francisco Giants, donde jugó tres temporadas (2014-2016), y fue el equipo en el que se retiró.

## Premios
Fue galardonado con el Guante de Oro en una oportunidad (2012).